# 马丁路德教堂

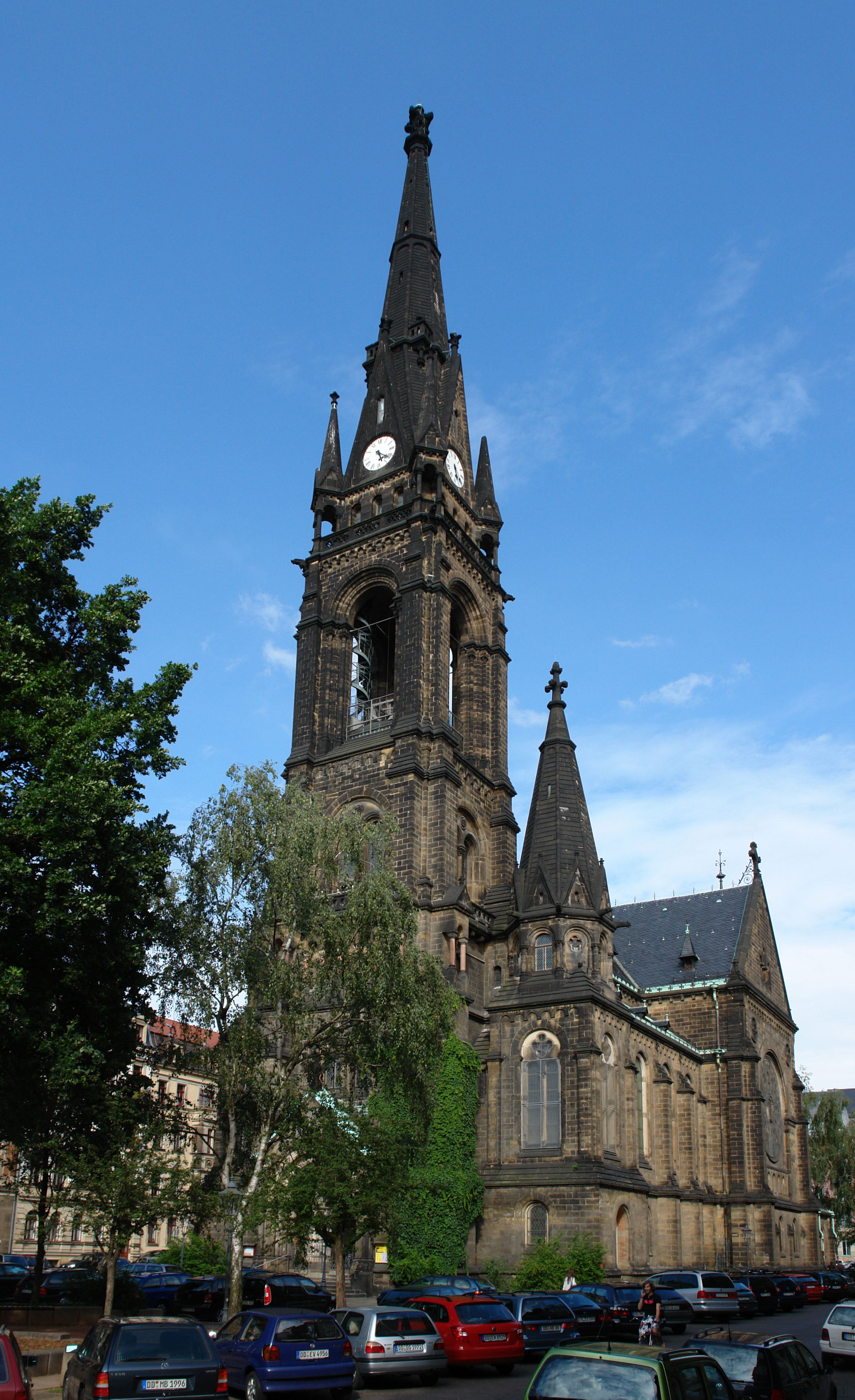
马丁路德教堂

马丁路德教堂（Martin-Luther-Kirche）位于德国德累斯顿外新城，是一座建于19世纪后期的教堂。它位于马丁路德广场上，建于1879年以后。

## 说明

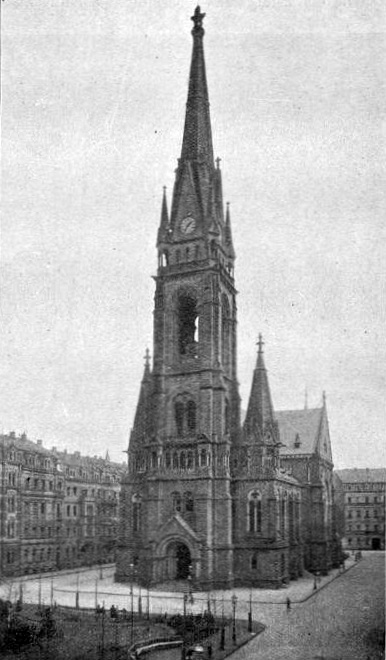

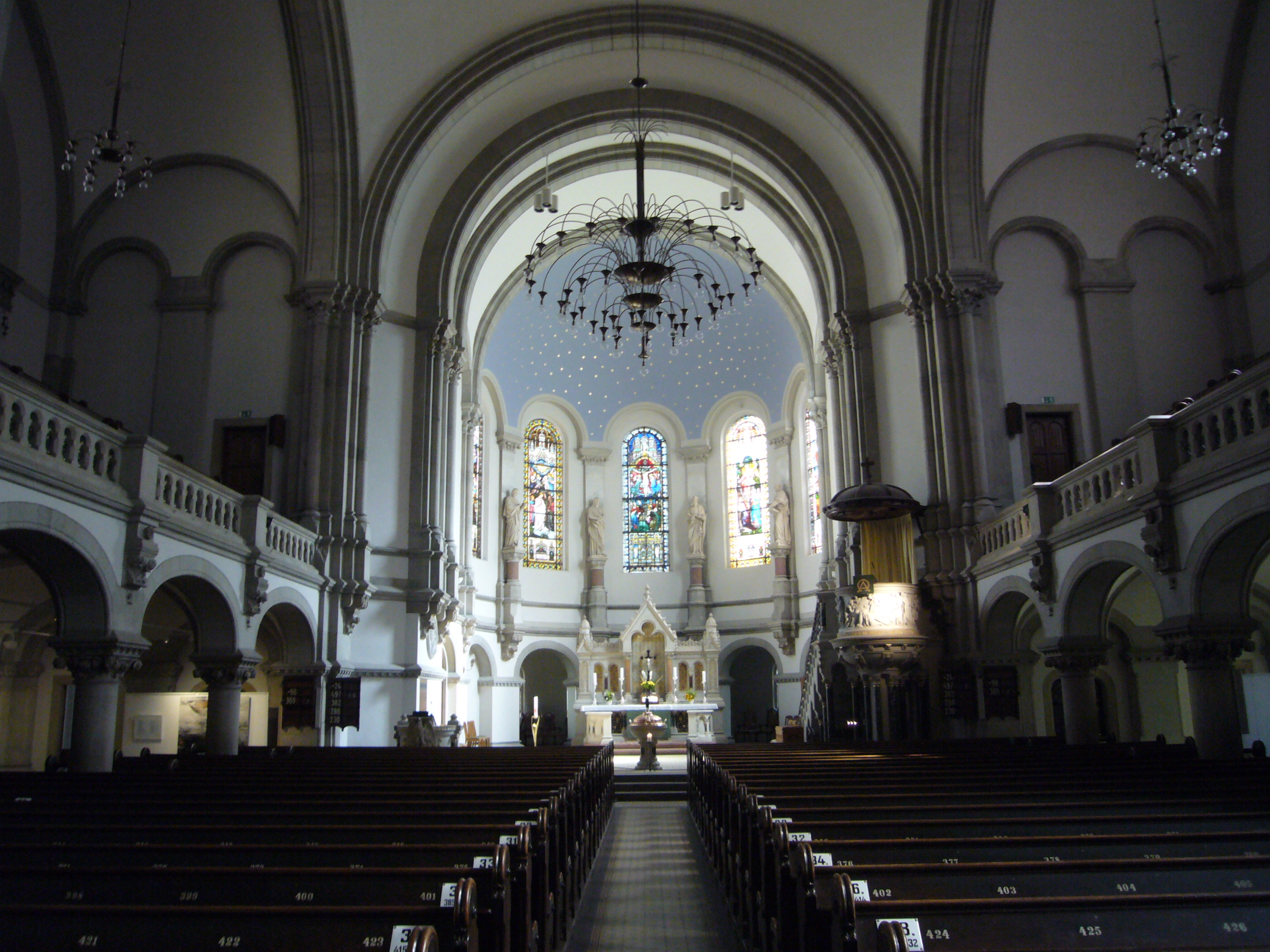

这座砂岩建筑由恩斯特·吉斯（Ernst Giese）和保罗·韦德纳（Paul Weidner）建于1883年至1887年间。该建筑属于历史主义的风格，将圆拱等新罗马式风格元素与西塔的塔盔等新哥特式元素相结合。教堂长54米，宽27米，钟楼高81米。2016年，这座钟楼花费170万欧元翻新，工程于2017年6月完工。
室内为新罗马式风格，有大约1400个座位，分为三个中殿，还有一个唱诗班席。耳堂两侧有两扇大圆窗。西侧有一座新哥特式的塔楼。
由于这座教堂在第二次世界大战期间只受到轻微损坏，所以内部基本上得到了保护。窗户由安东·迪特里希（Anton Dietrich）和布鲁诺·厄本（Bruno Urban）等人设计和制作。
马丁路德教堂的堂会成立于1887年，是从信徒众多的三皇教堂（Dreikönigskirche）分出。

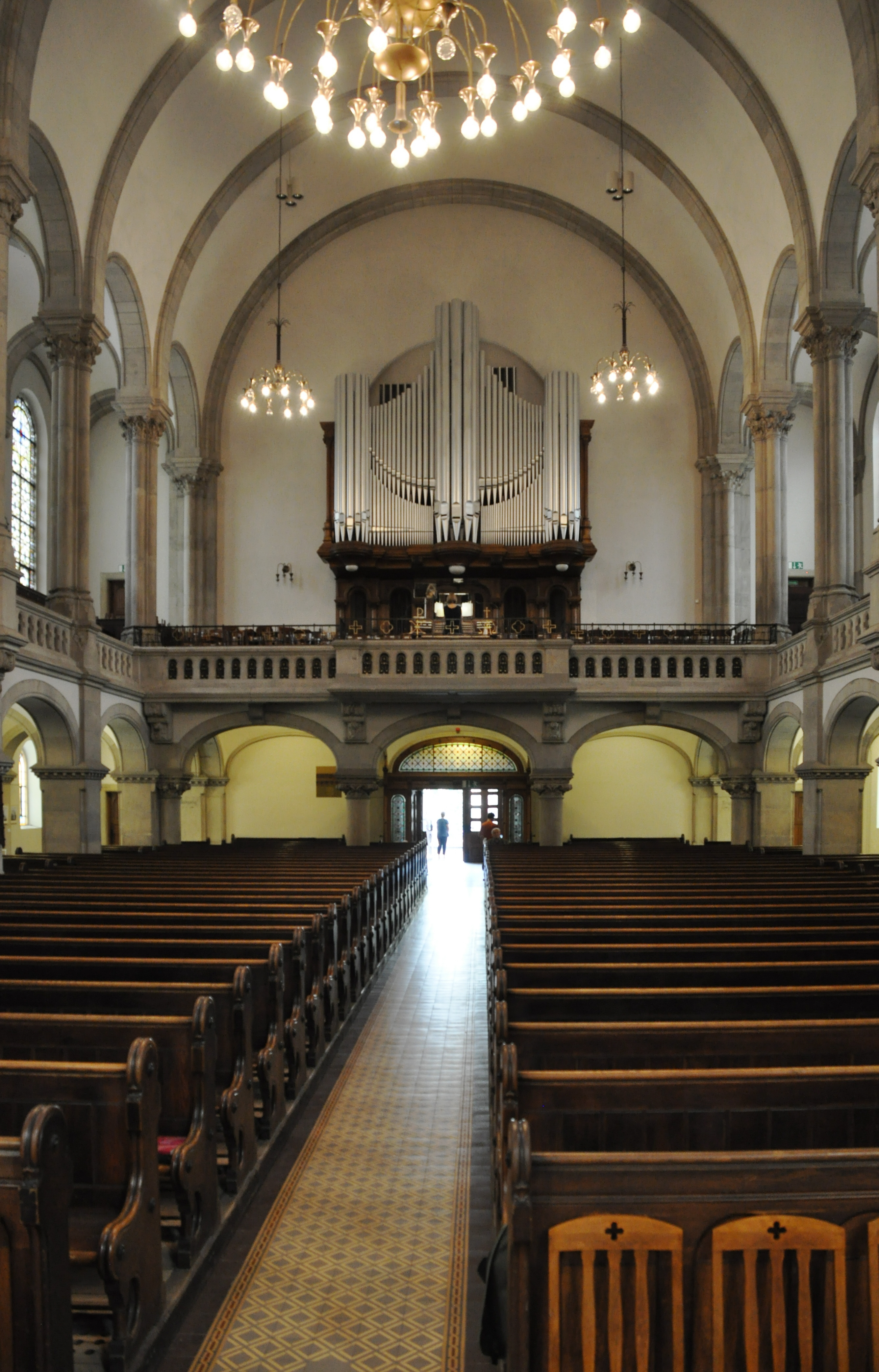